# معارك جبل الرادار
دارت معارك جبل الرادار في ال 27-28 من نيسان عام 1948 بين جيوش الإنقاذ العربية والعصابات الصهيونية.

## موقع المعركة
يقع جبل الرادار بين قرية بدو العربية ومستعمرة “معالاه ميشاه” الصهيونية في منطقة القدس – يافا. اكتشف الخبراء العسكريون، في عهد الاحتلال البريطاني، أهمية هذا الجبل، فأسسوا على قمته محطة للرادار، وأقاموا فيه معسكرًا لحراسة ذلك القطاع، وذلك لأنه واقع على بعد خمسة أميال من القدس وفي ناحيتها الشمالية من الغرب. وكان بإمكان من يحتل هذا التل السيطرة التامة على طريق القدس – يافا الرئيسية لكونه مشرفاً عليها وعلى المناطق المحيطة بها.

## المعركة
بعد استشهاد عبد القادر الحسيني في معركة القسطل بدأ سكان القرى المجاورة بالهجرة والهرب، لذلك توجه وفد من سكان القدس إلى قائد جيش الإنقاذ العربي «فوزي القاوقجي» وطلب منهم إرسال كتائب للمرابطة في منطقة جبل الرادار المشرفة على طريق القدس - يافا أو ما يعرف بشارع واد الباب، لأن سقوط المنطقة يعني سيطرة العصابات الصهيونية على الطرق التي توصل رام الله بالقدس إضافة إلى الطرق المؤدية إلى نابلس، أرسل قاوقجي ثلاثة فصائل من جيشه بقيادة «مأمون البيطار» في 12 نيسان\أبريل وهي فصائل حطين، والشراكسة، ولبنان.
تواصلت الفصائل مع قائد حامية القدس «فاضل العراقي» وبدأت تقصف الأحياء اليهودية الغربية بمدافعها حتى تحول دون تقدم العصابات.
في ليلة 27-28 نيسان 1948، هرب اليهود على المرتفعات الكائنة إلى الشمال من مدينة القدس، بينها وبين قطاع رام الله، فاحتلوا الرادار، وقتلوا جنديين من رجال حاميته وجرحوا ثالثًا، ثم تقدموا فاحتلوا قرى بيت اكسا وبيت سوريك ووصلوا إلى بدو وكادوا يصلون إلى الاكمة، التي يقوم عليها مقام النبي صمويل، ولو تيسر لهم احتلال تلك الأكمة لسيطروا على طريق القدس - رام الله، وقطعوا كل إتصال بين المدينة وسائر أنحاء فلسطين الشمالية، ذلك لأنها تشرف على عدد كبير من المدن والقرى وعلى الطرق والمواقع الإستراتيجية الهامة ولكن فوج اليرموك: الثالث الذي كان قد وصل إلى هذا القطاع قبل ثلاثة أيام في طريقه إلى القدس، وكان يقوده المقدم عبد الحميد الراوي، تسلل إلى المكان في صبيحة اليوم التالي (28 نيسان) فأخرجهم منها، ودحرهم إلى الوراء، فاندحروا تاركين وراءهم 185 قتيلاً وثلاثة مدرعات وثلاث راجمات الغام و 85 بندقية ومقادير غير قليلة من الأعتدة والذخائر وقتل من رجال فوج اليرموك، هذه المعركة خمسة وجرح واحد.
يظهر أن اليهود عادوا، فكروا على هذه المرتفعات في أواسط شهر ايار، وتمكنوا من احتلال الاكمة المتقدم ذكرها. في مطلع شهر حزيران 1948 أخذ الجيش الأردني على عاتقه مهمة الدفاع عن الموقع.